# Brand in einem Wohngebäude in Johannesburg 2023
Am 31. August 2023 kam es zu einem Brand in einem Wohngebäude in der südafrikanischen Stadt Johannesburg, bei dem 77 Menschen starben, darunter sieben Kinder. Es war eines der tödlichsten Brände des Landes.

## Brand und Hintergrund
Am 31. August 2023 um etwa 1:30 Uhr Ortszeit brach aus zunächst ungeklärten Umständen ein Brand in einem fünfstöckigen Gebäude im zentralen Stadtteil Marshalltown (Südost-)Ecke Delvers und Albert Street aus.
Das verlassene Gebäude im Eigentum der Stadtverwaltung wurde von etwa 400 Obdachlosen, Arbeitsmigranten und Asylsuchenden okkupiert, und innerhalb des Hauses wurden provisorische Unterkünfte errichtet, die sowohl die Flucht vor dem Brand als auch die Rettungsmaßnahmen behinderten.
Ein Mitglied des Stadtrats sprach von Toren und Zäunen innerhalb des Gebäudes, die hinderlich waren. Viele Bewohner sprangen aus den Fenstern des Gebäudes, um zu entkommen, einige von ihnen überlebten den Sprung nicht. Feuerwehrleute fanden Leichen, die bei dem Versuch, das brennende Gebäude zu verlassen, an einem verschlossenen Tor im Erdgeschoss gestorben waren.
Beim Brand kam es zu 77 Todesopfern, darunter sieben Kinder; es gilt somit als eines der eines der tödlichsten Brände in Südafrika.
Das Gebäude wurde 1954 als Hauptsitz der Abteilung für außereuropäische Angelegenheiten von Johannesburg erbaut und diente als Passierscheinstelle für die Durchsetzung der Passgesetze, mit denen der Zuzug von Schwarzen nach Johannesburg während der Apartheid kontrolliert wurde. Ab 1994 beherbergte das Gebäude ein Frauenhaus, das später Usindiso Women’s Shelter genannt wurde. 2019 wurde eine in dem Gebäude untergebrachte Klinik für Gesundheit und soziale Entwicklung von Mpho Phalatse verlegt, da das Gebäude von Hausbesetzern besetzt war und als unsicher galt. An die Geschichte des Gebäudes erinnert eine Gedenktafel.

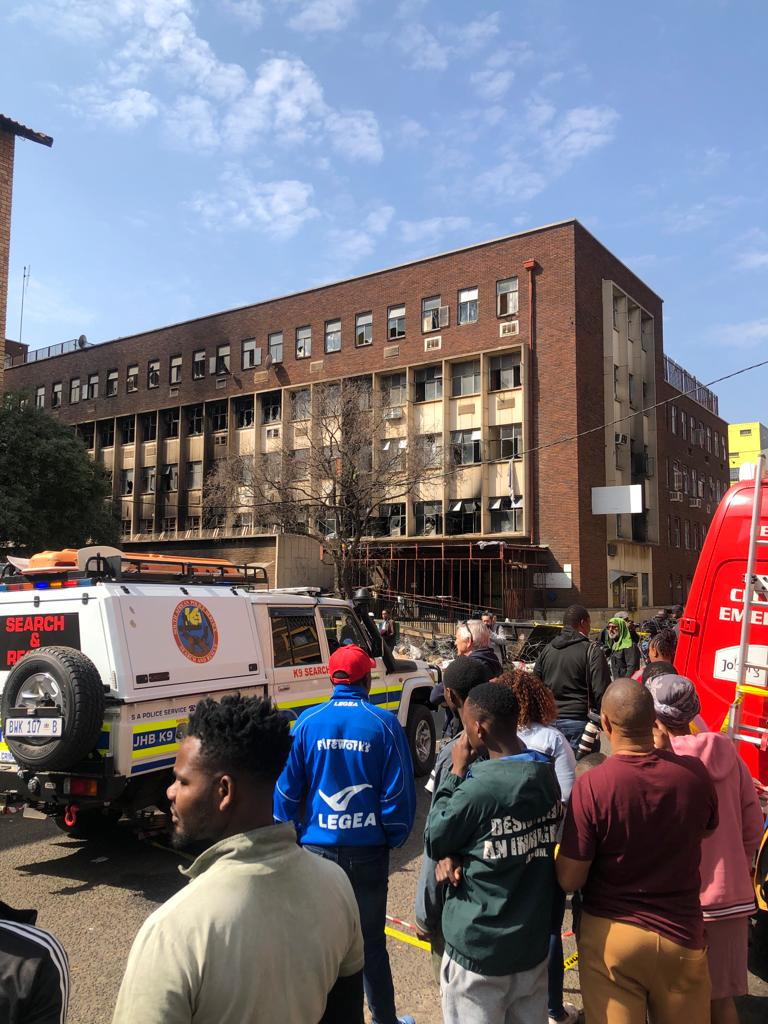
Das Gebäude kurz nach dem Brand
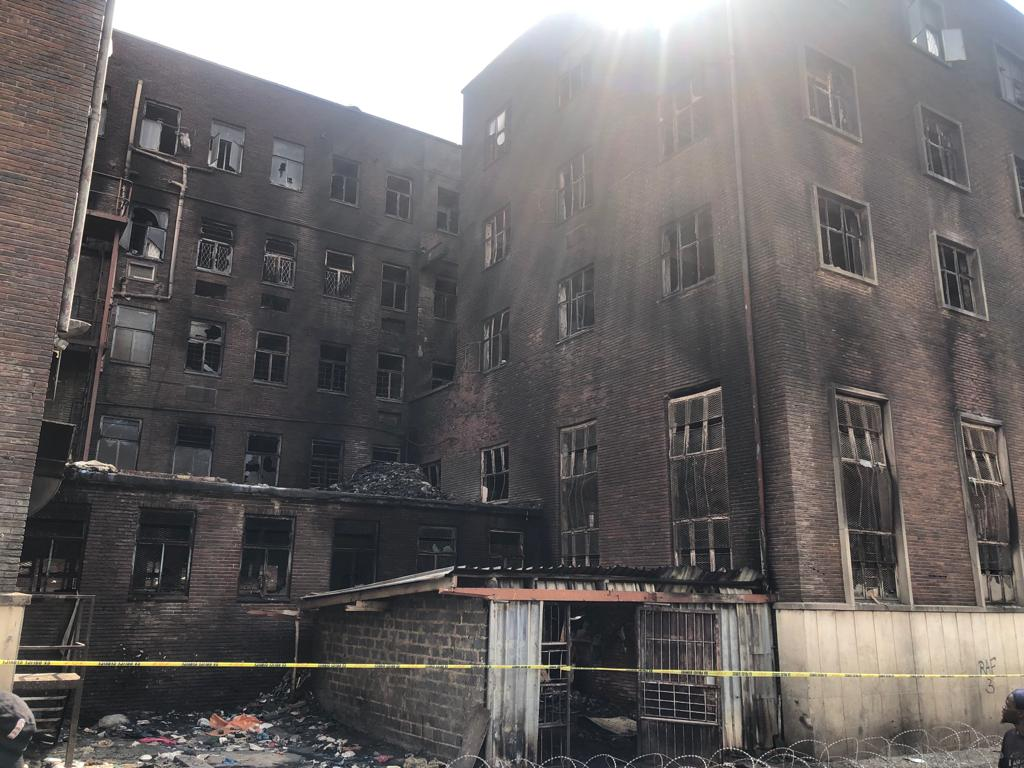
Rückseite des Brandgebäudes

## Folgen
Das Feuer lenkte die Aufmerksamkeit auf die Hunderte von gekaperten Gebäuden im Johannesburger Stadtzentrum, die in der Regel überfüllt und unreguliert sind und von verarmten und ausgegrenzten Menschen bewohnt werden. Angebotene Übernachtungsmöglichkeiten für die Bewohner des Hauses wurden von einigen abgelehnt, da sie befürchteten, dass dies als Vorwand für eine Abschiebung genutzt werde.
Präsident Cyril Ramaphosa besuchte den Ort am 31. August und bezeichnete den Brand als „Weckruf“. Regierungsbeamte gaben Nichtregierungsorganisationen die Schuld, da diese frühere Versuche, Bewohner anderer okkupierter Gebäude umzusiedeln, verhindert hätten. Hingegen argumentierten diese und innerstädtische Immobilieneigentümer, dass es die Pflicht der Stadt Johannesburg sei, Gebäude instand zu halten, Dienstleistungen bereitzustellen und Sicherheitsvorschriften durchzusetzen.
Südafrikanische Gerichte urteilten, dass eine Zwangsräumung nur dann rechtmäßig sei, wenn gemäß den Bestimmungen des Gesetzes zur Verhinderung illegaler Zwangsräumungen von 1998 alternative Unterkünfte zur Verfügung gestellt werden.

## Verdacht auf Brandlegung – Festnahme
Nach einem Bericht von SABC am  23. Januar 2024, fast 5 Monate nach dem Brand, wurde ein 29-Jähriger festgenommen, der vor der Brandkommission eingeräumt hatte, Feuer am 31. August 2023 im Haus gelegt zu haben. Der Verdächtige soll wegen Brandstiftung, 76-fachen Mordes und 120-fachen versuchten Mordes angeklagt werden.